# Popovice (ort i Tjeckien, Södra Mähren)
Popovice är en ort i Tjeckien.   Den ligger i regionen Södra Mähren, i den sydöstra delen av landet, 190 km sydost om huvudstaden Prag. Popovice ligger 191 meter över havet och antalet invånare är 289.
Terrängen runt Popovice är platt. Runt Popovice är det ganska tätbefolkat, med 155 invånare per kvadratkilometer. Närmaste större samhälle är Brno, 9,8 km norr om Popovice. Trakten runt Popovice består till största delen av jordbruksmark.